# 新潟ロシア村
新潟ロシア村（にいがたロシアむら）は、新潟県北蒲原郡笹神村（現：阿賀野市笹神地区）にかつて存在したテーマパークである。

## 概要
1993年、ロシアとの文化交流を目的に県内初のテーマパークとして開園。新潟中央銀行頭取であった大森龍太郎が主導した3大融資プロジェクト・ゴールデンリング構想の一つ（他の2つは「柏崎トルコ文化村」と「富士ガリバー王国」）として、同行の実質的なファミリー企業である「株式会社新潟ロシア村」により開業した。
同一資本によるリゾート施設として、隣接する「笹神ケイマンゴルフパーク」との連携が考慮されており、民族舞踊の実演や民芸品の販売、森の地ビール、マンモスの剥製（実物大の模型）や骨骼標本の展示、バイカルアザラシの飼育展示などで話題を呼んだが、1999年10月にメインバンクである新潟中央銀行が破綻して金融整理管財人である預金保険機構の管理下に置かれ、新規の融資が受けられなくなったことなどから資金繰りが悪化し、ハバロフスク地方政府などから物資の支援などを受けながら営業努力を続けるも、2003年11月には休業状態へ入り、業績回復の見通しが立たないことから再度開園することなく2004年4月に閉園した。
開園当初は大きな話題となったが、入場者数は開園当初から伸び悩んでいた。客への訴求力が低く、リピーターを獲得できなかったことも大きい。新潟中央銀行からロシア村に対して30億円を超える融資が行われた件については、銀行の旧経営陣が商法の特別背任容疑で起訴され、2003年、一審では旧経営陣に有罪の判決が下されている。
閉園以降、施設内外の引き払いの処理が行われなかったために敷地内には開園当時の展示物や備品が放置されたままとなり、周囲に人家等がないこともあって警備体制に不備が多く、敷地内に人が無断侵入して施設内を荒らす事件が相次ぎ、施設の荒廃が進んだ。年月が経つにつれ各施設は劣化が進んで廃墟と化してゆき、2009年には不審火によってホテル棟が全焼する火災が発生している。火災発生後には随時園内の施設の撤去が進められ、建造物の解体と施設内外に放置されていた展示物等の撤去・処分も進められた。多くの建物は2014年の時点ではまだ残存していたが、2020年末の段階では教会棟とホテル棟以外の建物は残存していない。
運営企業であった株式会社新潟ロシア村の法人格は2025年1月23日に消滅した。

## 施設
約40,000平方メートルにわたる敷地は大きく2つに分かれており、駐車場とメインゲートがあり、シンボルランドマークである「スーズダリ教会」、「マールイ美術館」、宿泊及び飲食施設の「マールイホテル」、ショッピングモールである「スーベニアショップ ミーシャ」等によって構成される第1期施設「教会のある美術の丘」と、南西方向に拡張されて建設された、「アルバート広場」を中心に「カジュアルレストラン カチューシャ」「ファーストフードショップ サリャンカ」「スーベニアショップ サラファン」といった飲食店・民芸品店が並ぶ第2ショッピングモールを中心に「ロシアンショーホール ロマノフ劇場」、「展望レストラン ダーチャ／サモワール」などのある第2期施設「職人とにぎわいの森」、更に第2施設を南方に拡張して建設された、「マンモス イリュージョンスタジオ」「森のレストラン ダーチャ」「ふれあい動物公園」「きのこ園」等のある公園地区（第3期施設）により構成されていた。
1993年の開園当初は第1期施設のみで開業し、その後段階的に第2期施設、公園地区（第3期施設）と拡張されたが、公園地区の開業後程なく閉園となり、第3期施設には営業していた期間が僅かであるものも存在した。施設の拡張に従って店舗等の順次移転が行われていたため、時期により各施設の営業内容は異なっている。

### 閉園後の状態
前節で述べたように、2009年の不審火による火災の発生後には順次施設の整理解体が行われたため、2020年現在では教会棟とホテル棟以外の建物は現存していない。しかし、教会棟とホテル棟はいまだ当時ほぼそのままの外形を保っているものの、退色が進んで往時の色彩は失われつつある。
なお、2004年の閉園後は敷地内は隣接する「笹神ケイマンゴルフパーク」の跡地と併せて管財人の管理下に置かれており、部外者への公開は行われていないが、閉園後もテレビ番組などの取材で敷地内が撮影された例はいくつか存在している（「#映像作品・テレビ番組への登場」の節参照）。2023年1月現在は東京産業がメガソーラー発電所として管理している。

## 映像作品・テレビ番組への登場
- 2015年には、自動車カスタム・中古車販売のLiberty Walk（リバティウォーク）と栄養ドリンクの世界的大手、モンスターエナジーがコラボレーションして製作されたPR動画、『BATTLEDRIFT – Vaughn vs.Daigo』の撮影に使用され、同年12月16日より動画が公開された。
- 2015年7月22日にTBS系列で放送された『世界の怖い夜! 夏休み猛暑もぶっ飛ぶ絶叫SP』において、「マールイホテル」の地下室を中心に、お笑いトリオのパンサーとモデルの今井華がロケを行っている。
- 2017年8月12日に放送されたフジテレビ系『映っちゃった映像GP』で、島田秀平、中川翔子らによってここでロケが行われた[11]。2019年11月13日に放送されたフジテレビ系「世界の何だコレ!?ミステリー」でも、ナダルによってここでロケが行われた[12]。
- 2021年6月30日にTBS系列で放送された『ワールド極限ミステリー 未解決事件大捜査SP&日本全国の廃墟に潜入調査！』において、お笑いトリオのジェラードンがロケを行っている[13]。番組内では2021年現在も施設内に営業当時の備品が処分されずに残されていること等が紹介された。
- YouTubeの心霊チャンネル「ゾゾゾ」が2021年の新作としてロシア村での撮影を敢行、管理者との取材交渉を重ね、撮影許可を得ることに成功。YouTubeでの撮影許可はゾゾゾが初であるという[14]。
- 2021年9月22日に、にじさんじ所属のVtuber魔使マオが3Dお披露目配信の企画の一環としてホラーゲームをプレイするという体でロシア村で撮影を行うという動画を公開[15]。
- 2021年10月6日に日本テレビ系で放送された『それって!?実際どうなの課』で紹介された[16]。
- 2023年8月24日に、YouTuberのはじめしゃちょーが心霊系の企画で訪れた[17]。
- 2025年8月14日に東京テレビ系列で放送された『真夏の怪奇ファイル　見えてしまった…招かれざるモノたち“最恐”の3時間半SP』において、お笑いコンビの鬼越トマホークと村重杏奈がロケを行っている。

## 所在地
- 新潟県阿賀野市笹岡1956-82

（開業当時の住所は　新潟県北蒲原郡笹神村大字笹岡字葉山1956-82）

## 歴史
- 1993年9月1日：開業[1]。第1期施設開園[1]。
- 1994年：第2期施設開園。
- 1999年10月1日：メインバンクの新潟中央銀行が破綻[18]。
- 2000年：第3期施設がほぼ完成し、「マンモスイリュージョンスタジオ」が営業開始。
- 2003年
  - 9月：整理回収機構から競売を申し立てられる[5]。
  - 11月：休業状態へ[5]。
- 2004年4月：閉園[6]。
- 2009年9月22日：関連施設のホテルが全焼する火災が発生[8]。
- 2025年1月23日：株式会社新潟ロシア村の法人格が消滅[10]。

## 参照元
- 新潟ロシア村の記録（※2021年8月12日閲覧）
- 森の地ビール （※2022年11月26日閲覧）